# Deutsche Meisterschaften 1940
Als Deutsche Meisterschaft(en) 1940 oder DM 1940 bezeichnet man folgende Deutsche Meisterschaften, die im Jahr 1940 stattgefunden haben: 
- Deutsche Eishockey-Meisterschaft 1940
- Deutsche Fechtmeisterschaften 1940
- Deutsche Fünfkampf-Meisterschaft 1940
- Deutsche Meisterschaft im Feldhockey 1940 (Herren)
- Deutsche Leichtathletik-Meisterschaften 1940
- Deutsche Meisterschaft im Mannschaftsturnen der Bereiche 1940
- Deutsche Schwimmmeisterschaften 1940
- Deutsche Tischtennis-Meisterschaft 1940
- Deutsche Turnmeisterschaften 1940
- Deutsches Meisterschaftsrudern 1940